# 다니모토 슌스케
다니모토 슌스케(일본어: 谷本 駿介, 2001년 3월 7일~)는 일본의 축구 선수이다.

## 구단 경력
그는 2023년 J3리그의 에히메 FC에 입단했다. 2023년 J3리그 우승으로 J2리그로 승격했다.